# 629
629 (DCXXIX) fue un año común comenzado en domingo del calendario juliano, en vigor en aquella fecha.

## Acontecimientos
- Los habitantes musulmanes de Yathrib sostuvieron numerosas escaramuzas y batallas contra los politeístas de La Meca, la última de las cuales dio lugar a un armisticio que permitió a Mahoma peregrinar a su ciudad natal en marzo de ese año, visita que propició la conversión al Islam de importantes personajes mequíes. Es considerada la primera peregrinación a la Kaaba, en La Meca.[1]
- Expulsión definitiva de los bizantinos de España.
- Se inicia el reinado de Dagoberto I como rey de los francos.
- El gobernante B'alaj Chan K'awiil, hijo del rey K'inich Muwaan Jol II, fue enviado a fundar una nueva ciudad en Dos Pilas, en la región del Petexbatún.

## Fallecimientos
- Clotario II, rey franco merovingio de Neustria, París y finalmente de los francos.